# Paul Dussauze
Paul Dussauze (1907-1944) fut un résistant français et un membre de Combat Zone Nord, mort en déportation.

## Biographie
Sergent d'infanterie en 1940, interprète auprès du service de santé du corps expéditionnaire britannique, il participe à la bataille de Dunkerque. Il est cité pour sa conduite ("Mentioned in Dispatches" publiée par la London Gazette du 20 décembre 1940).
Avec sa sœur Elizabeth, il est membre du groupe Ricou (Charles Le Gualès de la Villeneuve, Marthe Delpirou, Philippe Le Forsonney, Tony Ricou).
Ingénieur et architecte, il met au point un émetteur de radiodiffusion, en principe indétectable par la goniométrie allemande, grâce à un système de relais. Chez Maurice Bourdet, avec Jacques Dhont, François de La Noë, Jacques Lecompte-Boinet, il prépare de futures émissions.
Le 5 février 1942 il est arrêté par la Geheime Feldpolizei, il est emprisonné à Fresnes, puis déporté vers l'Allemagne le 9 octobre 1942 (convoi I.56) et est interné à la prison de Sarrebruck, en vertu du décret Nacht und Nebel.
Il est condamné à mort par le 2e sénat du Volksgerichtshof le 12 octobre 1943, avec Jane Sivadon, Elizabeth Dussauze, André Noël, Tony Ricou, Charles Le Gualès, 
Le 7 janvier 1944, avec André Noël, Tony Ricou, Charles Le Gualès, il est guillotiné à la prison de Cologne.

## Décoration
- Médaille de la Résistance française avec rosette à titre posthume (décret du 24 avril 1946)[2]

## Sources
- Archives Nationales.
- Musée de la Résistance et de la Déportation de Besançon.
- BDIC (Nanterre).